# Marios Grapsas
Marios Grapsas –en griego, Μάριος Γράψας– (Marusi, 30 de mayo de 1998) es un deportista griego que compite en gimnasia en la modalidad de trampolín. Ganó una medalla de bronce en el Campeonato Europeo de Gimnasia en Trampolín de 2022, en la prueba sincronizada.

## Palmarés internacional
| Campeonato Europeo | Campeonato Europeo | Campeonato Europeo | Campeonato Europeo |
| Año                | Lugar              | Medalla            | Prueba             |
| ------------------ | ------------------ | ------------------ | ------------------ |
| 2022               | Rímini (Italia)    | Medalla de bronce  | Sincronizado       |